# كأس سلوفاكيا 2013–14
كأس سلوفاكيا 2013–14 (بالسلوفاكية: Slovenský pohár vo futbale 2013/2014)‏ هو الموسم 21 من كأس سلوفاكيا. أقيم خلال الفترة 6 أغسطس 2013 وحتى 1 مايو 2014، وكان عدد الأندية المشاركة فيه 43، وفاز فيه نادي كوشيتسه.